# ヴィリウス・ストーロスタス・ヴィドゥーナス

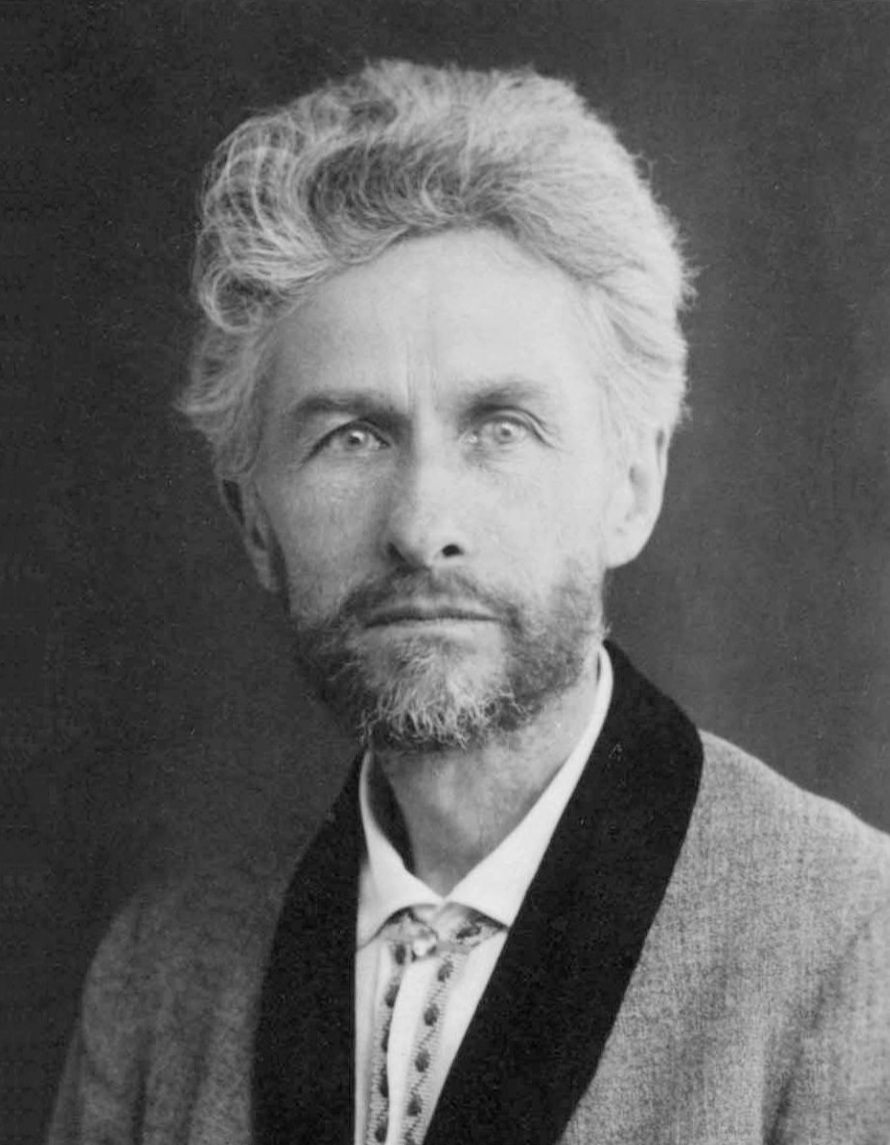
ヴィドゥーナス（1930年）

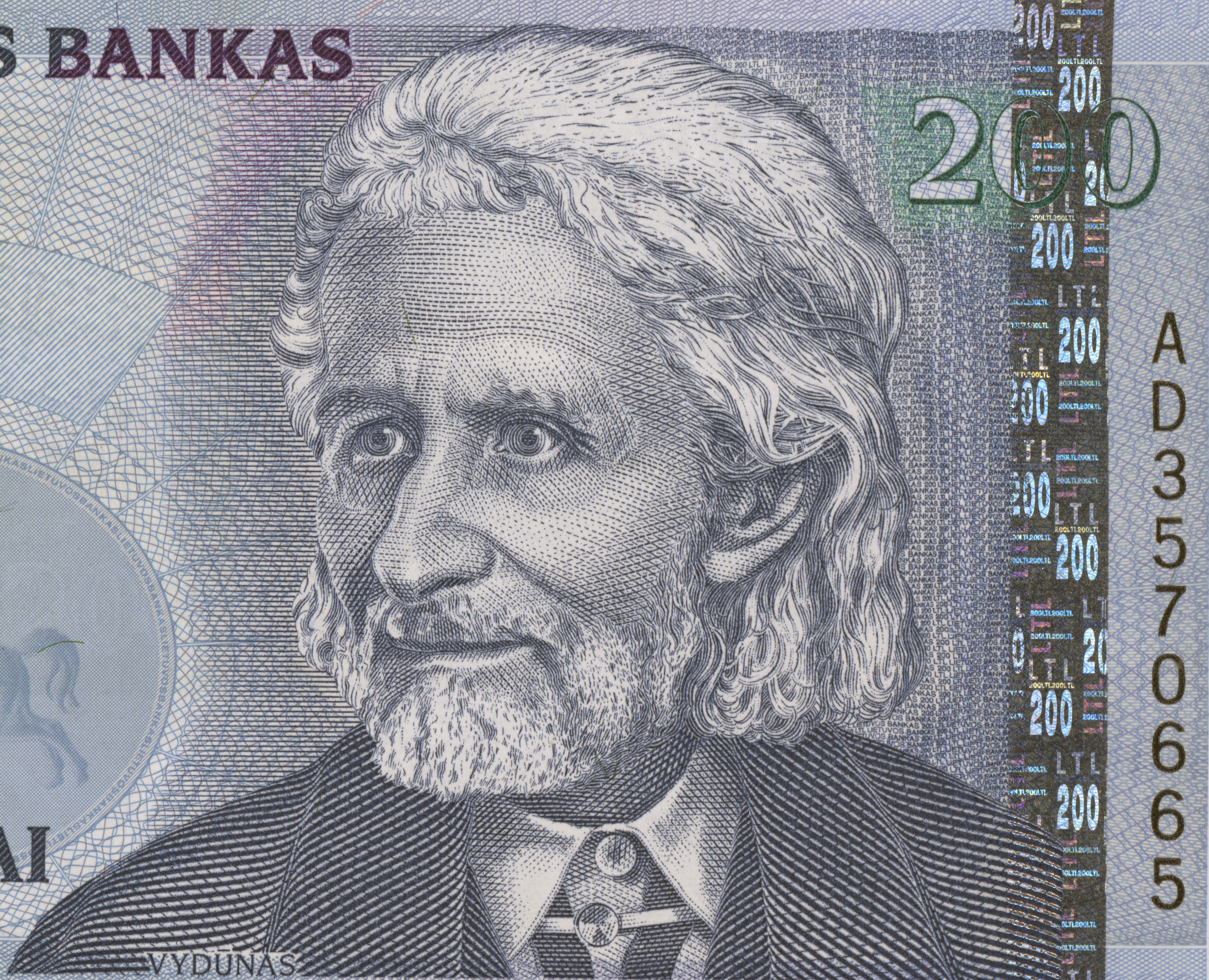
リトアニアの200リタス紙幣（1997年発行）に描かれたヴィドゥーナスの肖像画

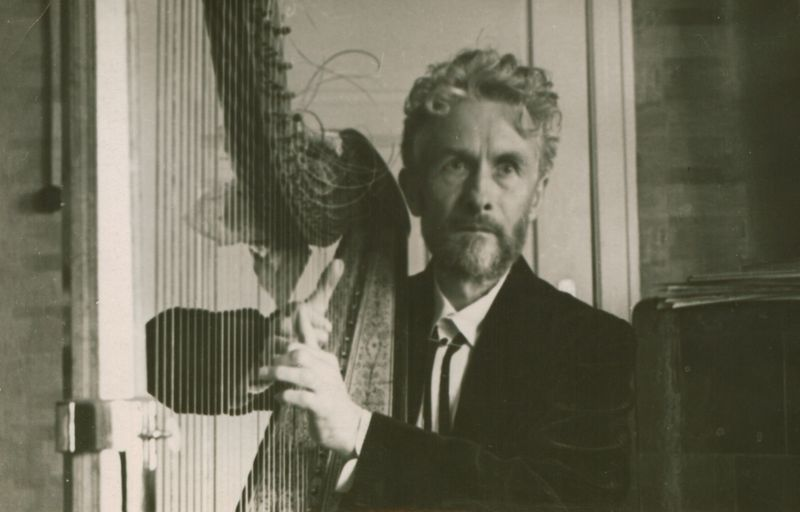
家でハープを演奏するヴィドゥーナス

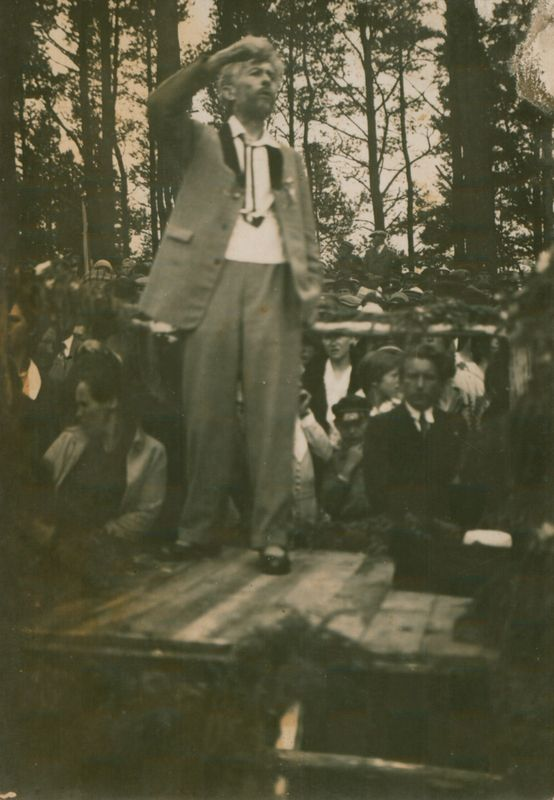
追悼演説を行うヴィドゥーナス（1931年）

ヴィリウス・ストーロスタス・ヴィドゥーナスまたはヴィルヘルマス・ストーロスタス・ヴィドゥーナス (リトアニア語: Vilius/Vilhelmas Storostas-Vydūnas、1868年3月22日 – 1953年2月20日) は、プルーセン・リトアニア人の教師、詩人、ヒューマニスト、哲学者で、リトアニアの作家。ヴィドゥーナスはペンネームで、出生名はヴィルヘルム・シュトロスト (ドイツ語: Wilhelm Storost)。小リトアニアのプルーセン・リトアニア人民族運動の指導者であり、東プロイセンにおけるブラヴァツキー神智学の指導者の一人である。

## 生涯
ストーロスト家は数世紀にわたる東プロイセンの住民だった。ヴィドゥーナスはプロイセン王国領のヘイデクルク（現シルテ）付近のヨナテン村(現ヨナイチャイ、リトアニア語: Jonaičiai)に生まれた。彼の名はドイツのパスポートではヴィルヘルム・シュトロスト(Wilhelm Storost)と書かれたが、彼自身や家族、またリトアニア人たちはリトアニア語書法によって彼をヴィリマス(Vilimas)またはヴィリウス・ストーロスタス(Vilius Storostas)と呼んだ。「ヴィドゥーナス」という名は40歳ごろになってから彼が姓につけた仮名である。彼の大甥ユーゲン・シュトロストによると、ヴィドゥーナスの友人ヴィクトル・ファルケンハーンは「彼が『ヴィドゥーナス』というペンネームを使ったのは、人智学の使命を選んだからだ。だから彼は『パヴィドゥーナス』ではなく『ヴィドゥーナス』（すべての人と物が善であると信ずる者）であろうとしたのだ」と語っている。ヴィドゥーナスはクララ・フルハーゼという女性と結婚した。
1883年から1885年の間、ヴィドゥーナスはピルカーレン（現ドブロヴォリスク）のプレパランデナンシュタルトで教師になるために就学し、1888年から1892年までキンテン（リトアニア語ではキンタイ）で教鞭をとり、その後ティルジット（現ソヴィエツク）の男子校でドイツ語、フランス語、英語、リトアニア語、体育を教えた。1912年、哲学を学ぶために教職を離れ、グライフスヴァルト、ハレ、ライプツィヒ、ベルリンの大学を転々とした。1918/9年にはエドゥアルド・サヒャウのもと、ベルリンでの東方言語セミナーでリトアニア語を教えている。ティルジットに帰った後、ヴィドゥーナスはリトアニア文化、特に民謡や農村の伝統の復興を自らの使命と決めた。彼は合唱団の監督となって数々の歌や演劇を執筆した。1933年からはメーメル（現クライペダ）の音楽学校で働いている。
1932年、ヴィドゥーナスは『700年間のドイツとリトアニアの関係』（ドイツ語: Sieben Hundert Jahren Deutsch-Litauischer Beziehung）と題した本を著したが、彼の民族観がナチスに問題視され、翌1933年に発禁処分を受けた。1938年に2か月間投獄されたが、抗議が実り短期間で釈放された。
独ソ戦の結果ソ連が東プロイセンを占領すると、他の東プロイセン人の例に漏れずヴィドゥーナスも亡命を余儀なくされ、難民キャンプでの生活を送った。1953年、ヴィドゥーナスは西ドイツのデトモルトで没した。

## 影響
ヴィドゥーナスはリトアニア文化再興の一環として、キリスト教化以前のリトアニアの宗教にも強い関心を持っていた。現代リトアニアのネオペイガンであるロムヴァやドルウィは、ヴィドゥーナスに強い影響を受けており、彼を創始者としている。ただし彼自身は民族指導者であろうとしたのであって宗教指導者となることは望んでおらず、「異教の復活」を掲げたことはなかった。とはいえ彼の影響力は、彼自身の政治的指導者や作家としての自己認識を同時代の時点ではるかに超えていた。後の伝記作家たちは、ヴィドゥーナスをインドのタゴールやマハトマ・ガンディーになぞらえた。
ヴィドゥーナスはベジタリアンであった。彼はその他様々な倫理的選択を書いたエッセイをいくつか著している。また、リトアニア作家協会からノーベル賞候補として推挙されたこともある。